# Liste de musées dans le bailliage de Guernesey
Cette liste des musées de Guernesey contient des musées qui sont définis dans ce contexte comme des institutions (y compris des organismes sans but lucratif, des entités gouvernementales et des entreprises privées) qui recueillent et soignent des objets d'intérêt culturel, artistique, scientifique ou historique. leurs collections ou expositions connexes disponibles pour la consultation publique. Sont également inclus les galeries d'art à but non lucratif et les galeries d'art universitaires. Les musées virtuels ne sont pas inclus.

## Musées
| Nom                            | Image | Parish             | Type              | Résume                                              |
| ------------------------------ | ----- | ------------------ | ----------------- | --------------------------------------------------- |
| Musée du Diamant de Guernesey  |       | St Sampsons        | Art               | Exploité par Ray and Scott Jewellers                |
| Artparks Sculpture Park        |       | St Martin's        | Art               | Exploité par Charles Saumarez Smith                 |
| Château Cornet                 |       | St Peter Port's    | Militaire         |                                                     |
| Folk & Costume Museum Guernsey |       | St Martin's        | Folk & Costume    | website, géré par le National Trust of Guernsey     |
| Fort Grey                      |       | St Peter           | Château           |                                                     |
| Fort Hommet                    |       | St Peter Port      | Militaire         |                                                     |
| German occupation Museum       |       | Les Houards Forest | Histoire          | website                                             |
| The Maritime Museum            |       | St Peter Port's    | Maritime          | website fermé pour rénovation de la toiture en 2019 |
| Royal Guernsey Militia Museum  |       | St Peter Port's    | Militaire         | website                                             |
| Sausmarez Manor                |       | St Martin's        | Maison historique | website                                             |
| No. 201 Squadron RAF Museum    |       | St Peter Port's    | Militaire         | website                                             |